# Meggittia
Meggittia é um gênero de gastrópodes pertencente a família Pseudomelatomidae.

## Espécies
- Meggittia maungmagana Ray, 1977